# Relations entre Cuba et le Vietnam

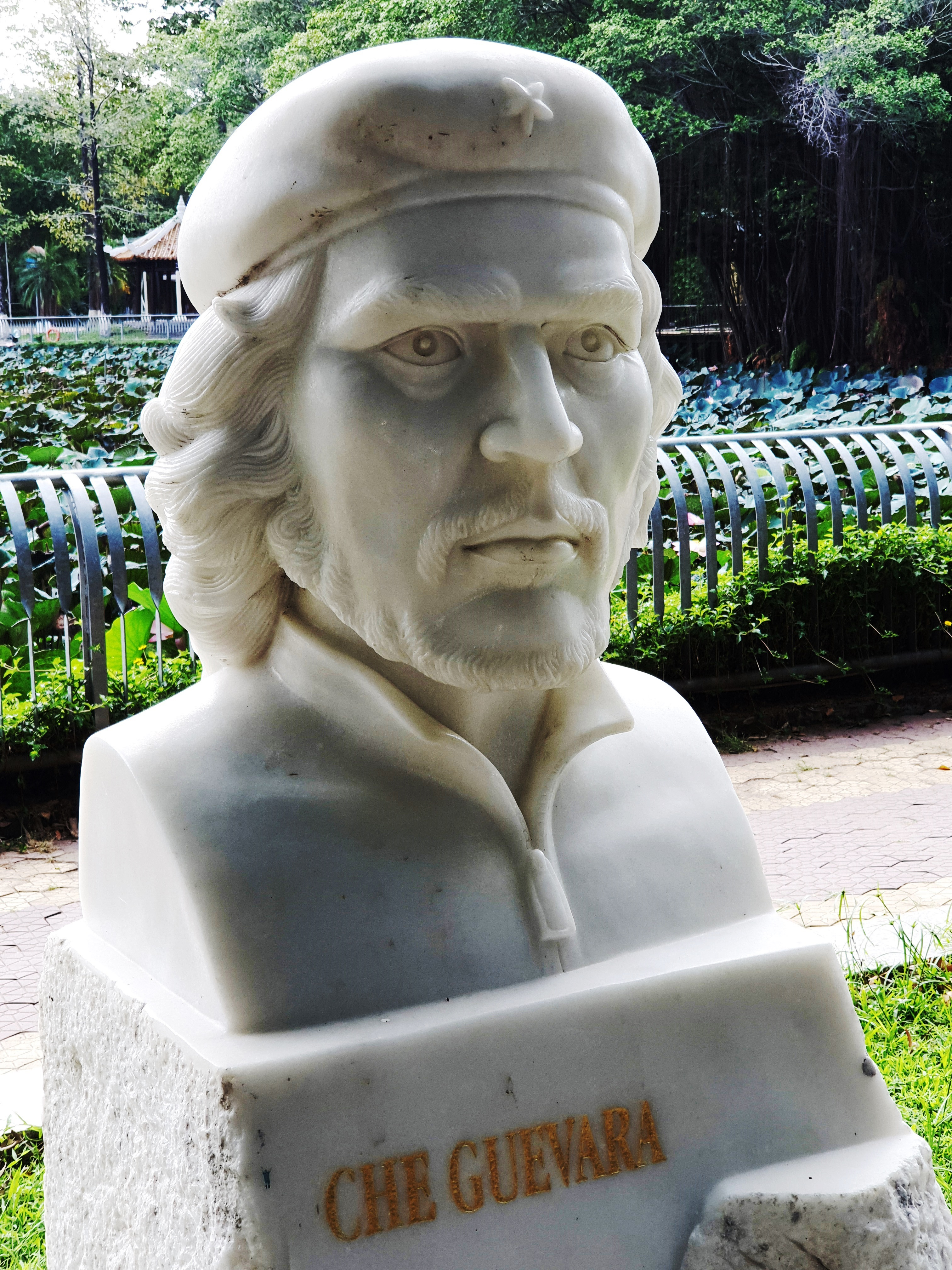
Buste d'Ernesto Che Guevara à Hô Chi Minh-Ville.

Les relations entre Cuba et le Viêt Nam constituent les relations étrangères bilatérales entre la république de Cuba et la république socialiste du Viêt Nam.
Les relations entre les deux pays sont basées sur le commerce, les crédits et les investissements qui augmentent considérablement depuis les années 1990 et sur des croyances idéologiques partagées, ce sont deux états socialistes. Les relations diplomatiques entre le Cuba post-révolutionnaire et la République démocratique du Viêt Nam sont établies le 12 décembre 1960. Le Viêt Nam devient alors le deuxième partenaire commercial de Cuba en Asie derrière la Chine.

## Statuts

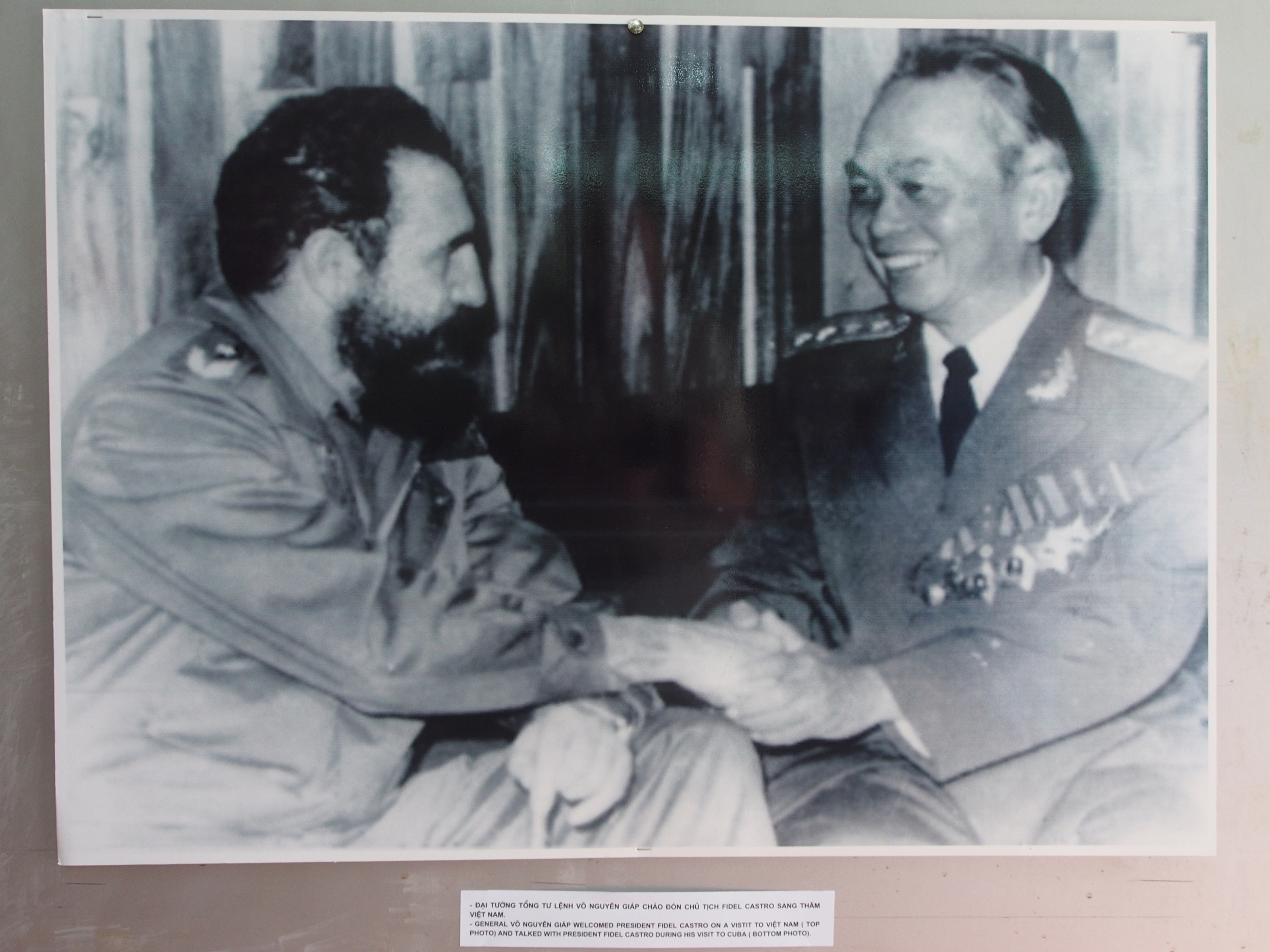
Photographie de la rencontre entre le président Fidel Castro et le général Võ Nguyên Giáp, Musée d'Histoire militaire du Vietnam.

Selon Rodrigo Malmierca Díaz, ministre cubain du Commerce extérieur et de l'Investissement, les relations bilatérales de Cuba avec le Viêt Nam visent à consolider "la relation spéciale, l'amitié loyale et la coopération globale avec le Viêt Nam, les gouvernements et les peuples". Diaz, qui est également président du sous-comité de coopération Cuba-Viêt Nam, déclare que l'objectif des deux nations est de mettre la coopération économique sur un pied d'égalité avec leurs relations politiques. Trịnh Đình Dũng, ministre de la Construction et chef du sous-comité de coopération Viêt Nam-Cuba, déclare que le Viêt Nam ferait de son mieux pour promouvoir la coopération bilatérale "dans les domaines de l'économie, du commerce, de la culture, de l'éducation, de la science et de la technologie, comme prévu par les deux parties et peuples.".
Au cours de sa visite de cinq jours à Cuba, Nguyễn Phú Trọng dirige une délégation composée de hauts fonctionnaires tels que Phạm Quang Nghị, Nguyễn Thiện Nhân et Phạm Bình Minh, entre autres. Au cours de sa visite, Nguyễn Phú Trọng reçoit l'Ordre de José Marti, la plus haute distinction décernée par le Conseil d'État cubain. Avant de partir, Nguyễn Phú Trọng déclare que le Viêt Nam ferait don de 5 000 tonnes de riz au nom du peuple vietnamien à Cuba. Au lendemain de la visite de Nguyễn Phú Trọng à Cuba, Victor Gaute Lopez, membre du Secrétariat, déclare que Cuba et le Viêt Nam travailleraient côte à côte dans leur objectif de construire une société socialiste. À la suite de la visite de Raúl Castro en juillet 2012, les relations cubano-vietnamiennes entrent dans une nouvelle phase. Selon Castro, "le peuple cubain sera toujours aux côtés de ses pairs vietnamiens pour nourrir la fraternité entre les deux nations afin qu'elle continue à croître et à prospérer. Je crois que c'est le souhait des deux peuples". Nguyễn Phú Trọng partage ses sentiments et déclare: "La visite (de Castro) favorise un nouveau développement dans les relations entre les deux parties et les gouvernements, et la réalisation d'accords et de déclarations conjoints récemment signés. Le Viêt Nam s'engage à promouvoir des mesures économiques et commerciales qui correspondent aux nouveaux intérêts de chaque pays". Nguyễn Sinh Hùng , le président de l'Assemblée nationale du Viêt Nam, appelle à une coopération plus directe avec Cuba après la visite de Raúl Castro et créé le Groupe d'amitié parlementaire vietnamien-cubain afin de "porter les relations bilatérales entre les deux organes législatifs à un nouveau niveau".

## Échanges
Le Viêt Nam est un allié politique et économique de Cuba, et le commerce bilatéral se compose principalement de riz, de textiles, de chaussures, d'ordinateurs, d'électronique, de bois et de café. Le commerce bilatéral entre les pays s'élève à environ 200 millions de dollars américains par an. Lors de sa visite au Viêt Nam en octobre 2012, Marino Murillo, vice-président du Conseil des ministres cubain, exprime l'espoir que le Viêt Nam soutienne Cuba dans la poursuite du développement agricole, en mettant l'accent sur les cultures vivrières et industrielles.
En novembre 2018, le président cubain Miguel Díaz-Canel se rend au Viêt Nam dans le cadre de sa première tournée internationale après son entrée en fonction et rencontre son homologue vietnamien Nguyễn Phú Trọng. Des accords commerciaux et financiers sont signés entre les deux pays dans le but de dynamiser les échanges bilatéraux.

## Défense
Joaquin Quintas Sola, le vice-ministre des Forces armées révolutionnaires, se rend à Hanoï le 18 septembre 2012 et rencontre personnellement Nguyễn Tấn Dũng, le Premier ministre du Viêt Nam. Le gouvernement vietnamien déclare qu'il souhaite que la coopération mette l'accent et se renforce sur la technologie militaire, la constitution des armées et la formation des officiers.

## Actualisation du modèle cubain
Ces dernières années, sous le règne de Raúl Castro, le Parti communiste de Cuba tente d'actualiser le modèle socialiste cubain en introduisant la propriété privée et l'entrepreneuriat. Nguyễn Phú Trọng, secrétaire général du Comité central du Parti communiste du Viêt Nam, se rend dans la capitale cubaine de La Havane en avril 2012, tandis que Raúl Castro se rend au Viêt Nam en juillet de la même année. Lors de sa visite au Viêt Nam, Castro déclare à Trương Tấn Sang que c'est un grand honneur de pouvoir visiter à nouveau le Viêt Nam.
Marino Murillo, vice-président de Cuba et responsable de la mise en œuvre des réformes économiques cubaines, se rend au Viêt Nam en octobre 2012. Au cours de sa visite, Murillo rencontre le secrétaire général Nguyễn Phú Trọng, et d'autres hauts responsables tels que Nguyen Van Dua, secrétaire adjoint du comité du parti de Ho Chi Minh-Ville, et Nguyễn Xuân Phúc, vice-Premier ministre. Le but de la visite est d'apprendre de l'expérience vietnamienne de la réforme et de l'économie de marché à orientation socialiste. En particulier, Murillo souhaite savoir comment créer des sociétés à responsabilité limitée à un seul membre et apprendre de l'expérience de Ho Chi Minh-Ville dans l'accélération de l'actionnalisation des entreprises publiques en sociétés anonymes.